# سیلم (ماساچوست)
سِیلِم (به انگلیسی: Salem) شهری در شهرستان اسکس ایالت ماساچوست می‌باشد که در سال ۱۶۲۶ بنیان‌گذاری شده‌است. این شهر در سرشماری سال ۲۰۱۰ میلادی، ۴۱٬۳۴۰ نفر جمعیت داشته‌است.

## نگارخانه

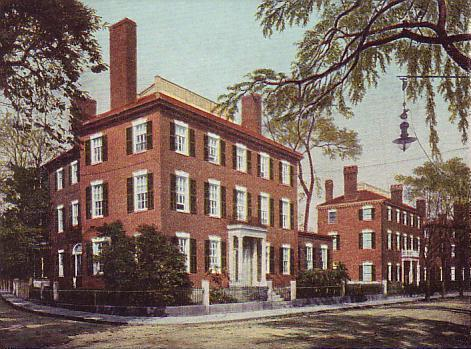
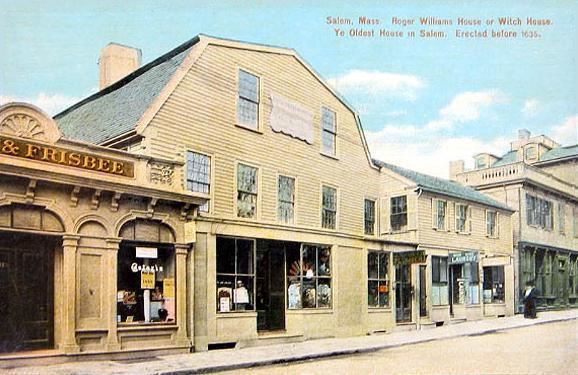
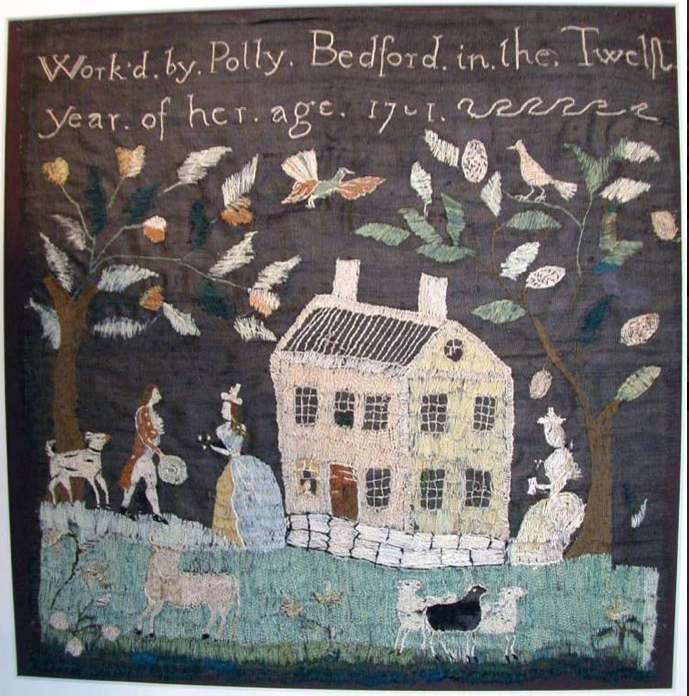
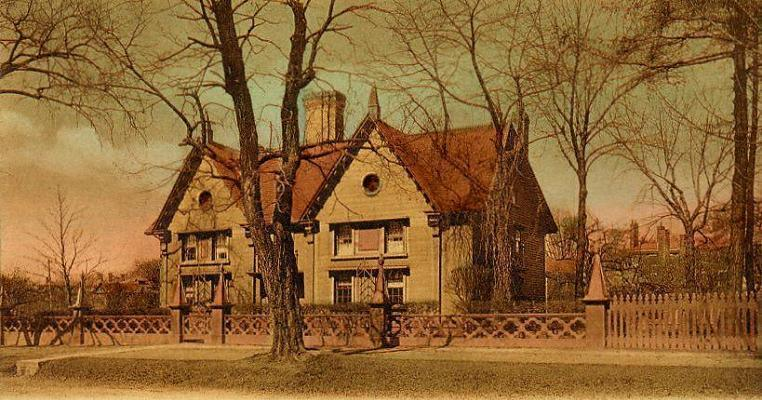
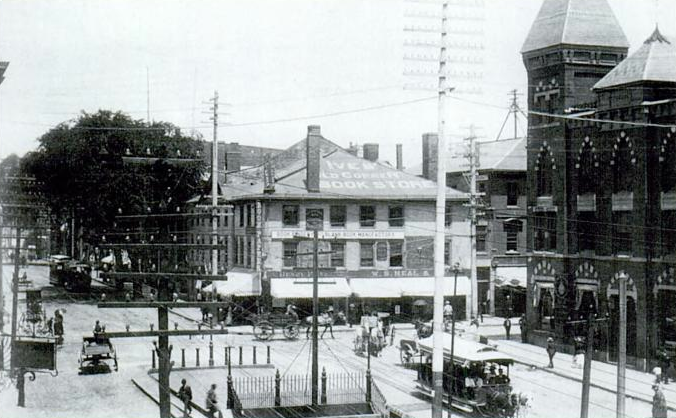